# Шура і Просвірняк
Шура і Просвірняк — радянський художній фільм 1987 року, знятий на кіностудії «Мосфільм».

## Сюжет
Осінь 1952 року. Телефоністка Шура працює в одному з міністерств. За прямоту і безкорисливість начальство її не шанує, а колеги поважають. Одного разу в колективі з'являється новачок, який кульгає, з дивним прізвищем Просвірняк. Він не подобається Шурі, а інші не сприймають його серйозно. Однак незабаром Просвірняк стає завсідником кабінету начальника. З'являються один за іншим доноси — і Шуру, що не підписала черговий донос, звільняють…

## У ролях
- Тетяна Рассказова — Шура Латникова, телефоністка
- Олександр Феклістов — Віктор Просвірняк
- Костянтин Степанов — Ваня Зяблик, телефонний майстер
- Валерій Носик — Леонід Степанович Пошенкін, начальник телефонної станції
- Галина Стаханова — Римма Павлівна, старша телефоністка
- Лариса Шинова — Ніна, телефоністка
- Наталія Тимоніна — Люся (Неваляшка), телефоністка
- Марина Москаленко — Саша (Капитанша), телефоністка
- Наталія Смольянинова — Зоя (Кармен)
- Юрій Васильєв — Артамонов, начальник главку міністерства (озвучив Сергій Малишевський)
- Костянтин Желдін — Дмитро Іванович, співробітник міністерства
- Олена Корольова — секретар
- Валентин Пєчніков — телефонний майстер
- Расмі Джабраїлов — Ашот, гість на святкуванні 7 листопада
- Михайло Зонненштраль — капітан
- Олександр Берда — гість на святкуванні 7 листопада
- Михайло Зимін — Олексій Єгорович Петров, міністр
- Олексій Маслов — співробітник органів держбезпеки
- Юрій Горін — співробітник міністерства

## Знімальна група
- Режисер — Микола Досталь
- Сценаристи — Олександр Бородянський, Микола Досталь
- Оператор — Олексій Родіонов
- Композитор — Олександр Гольдштейн
- Художники — Олександр Макаров, Олександр Бойм